# Carl Brummer (eksperimentalfilm)
Carl Brummer er en dansk eksperimentalfilm fra 1980 instrueret af Per Kirkeby.

## Handling
Per Kirkeby brugte kameraet til personlige kunsthistoriske notater - uden hensigt om offentlig forevisning - i denne film om arkitekten Carl Brummer. Man ser bl.a. Kirkebys noter skrevet med kridt på en tavle.